# 鯉沼巌
鯉沼 巌（こいぬま いわお、1877年（明治10年）1月8日 - 1933年（昭和8年）11月3日）は、日本の内務・警察官僚。政友会系官選秋田県知事。旧姓・河野。

## 経歴
大分県速見郡、後の山香町（現杵築市）出身。河野伝次郎の三男として生まれ、1906年、鯉沼かねの養子となる。
高等小学校を卒業後、苦学して日本大学を卒業。1905年11月、文官高等試験行政科試験に合格。1906年5月、内務省に入省し福島県属となる。
以後、島根県事務官、島根県警察部長、長野県警察部長、三重県警察部長、青森県内務部長、三重県内務部長などを経て、1927年5月、神奈川県書記官・警察部長に就任。
1928年2月、秋田県知事に就任。焼失した秋田県立師範学校の移転問題の解決などに尽力。濱口内閣の成立により1929年7月、知事を休職となる。同年8月8日、依願免本官となり退官した。その後、東京で療養中に死去した。

## 栄典
- 1913年（大正2年）2月10日 - 従六位[6]